# Отхмезури, Георгий Константинович
Георгий Константинович Отхмезури (груз. გიორგი ოთხმეზური; 14 августа 1954, Тбилиси — 20 января 2021, Тбилиси) — советский грузинский историк, палеограф, источниковед, доктор исторических наук (1999), профессор факультета гуманитарных наук Тбилисского государственного университета.

## Биография
Родился 14 августа 1954 года в Тбилиси.
В 1976 году окончил исторический факультет Тбилисского государственного университета.
В 1981 году защитил кандидатскую диссертацию на тему «Грузинские лапидарные надписи рубежа XII—XIII вв. как исторический источник: вопросы царского землевладения и государственного управления», а в 1999 году защитил докторскую диссертацию на тему «Малые княжества Шида Картли (XV—XVII вв.)».
Работал ассоциированным профессором факультета гуманитарных наук Тбилисского государственного университета. На основании эпиграфики сделал заключение о принадлежности комплекса монастыря Давид-Гареджа грузинской стороне в споре об азербайджано-грузинской границе.
Скончался 20 января 2021 года в Тбилиси.

## Семья
- Мать — Марика Лордкипанидзе (1922—2018), историк[7].
- Сын — Давид (1986 — 27 октября 2004), был зарезан на проспекте Пекина в Тбилиси Асланом Бежанидзе. В 2018 году коллегия Верховного суда признала Бежанидзе виновным и приговорила к 6 годам и 9 месяцам заключения[8], однако указом Президента Грузии от 28 августа 2019 года он был помилован[9].